# Journey (Journey)
| Recensione                        | Giudizio        |
| --------------------------------- | --------------- |
| AllMusic                          | [ 1 ]           |
| The New Rolling Stone Album Guide | [ 2 ]           |
| Sputnikmusic                      | 4.0 (Excellent) |
| Dizionario del Pop-Rock           | [ 4 ]           |
| 24.000 dischi                     | [ 5 ]           |

Journey è il primo album dei Journey, pubblicato nel 1975 dalla Columbia. Al contrario degli album successivi, questo disco è un album di progressive rock. È l'unico album ad includere il chitarrista George Tickner tra i componenti della band. A dispetto della qualità dei musicisti, il disco non vendette quanto sperato, si classificò al #138 della classifica statunitense Billboard 200.

## Tracce
Lato A
1. Of a Lifetime – 6:49 (Gregg Rolie, George Tickner, Neal Schon)
2. In the Morning Day – 4:24 (Gregg Rolie, Ross Valory)
3. Kohoutek – 6:47 (Neal Schon, Gregg Rolie)

Lato B
1. To Play Some Music – 3:16 (Gregg Rolie, Neal Schon)
2. Topaz (Brano strumentale) – 6:10 (George Tickner)
3. In My Lonely Feeling / Conversations (Brano Conversations strumentale) – 4:59 (Gregg Rolie / Ross Valory)
4. Mystery Mountain – 4:26 (Gregg Rolie, George Tickner, Diane Valory)

## Formazione
- Gregg Rolie - voce solista, tastiera
- Neal Schon - chitarra solista, accompagnamento vocale, coro
- George Tickner - chitarra ritmica
- Ross Valory - basso, pianoforte, accompagnamento vocale, coro
- Aynsley Dunbar - batteria

Note aggiuntive
- Roy Halee - produttore (per la Spreadeagle Productions, a Division of Herbert & Bramy, Inc.)
- Registrato al CBS Studios di San Francisco, California
- Roy Halee e Mark Friedman - ingegneri delle registrazioni
- Masterizzato da George Horn al CBS Studios di San Francisco, California
- Walter Herbert & A. Louis Bramy - management
- John Villanueva - road manager
- Richard Swanson - production manager
- Baron Wolman - fotografie interne copertina album[8]